# Soukromý sektor

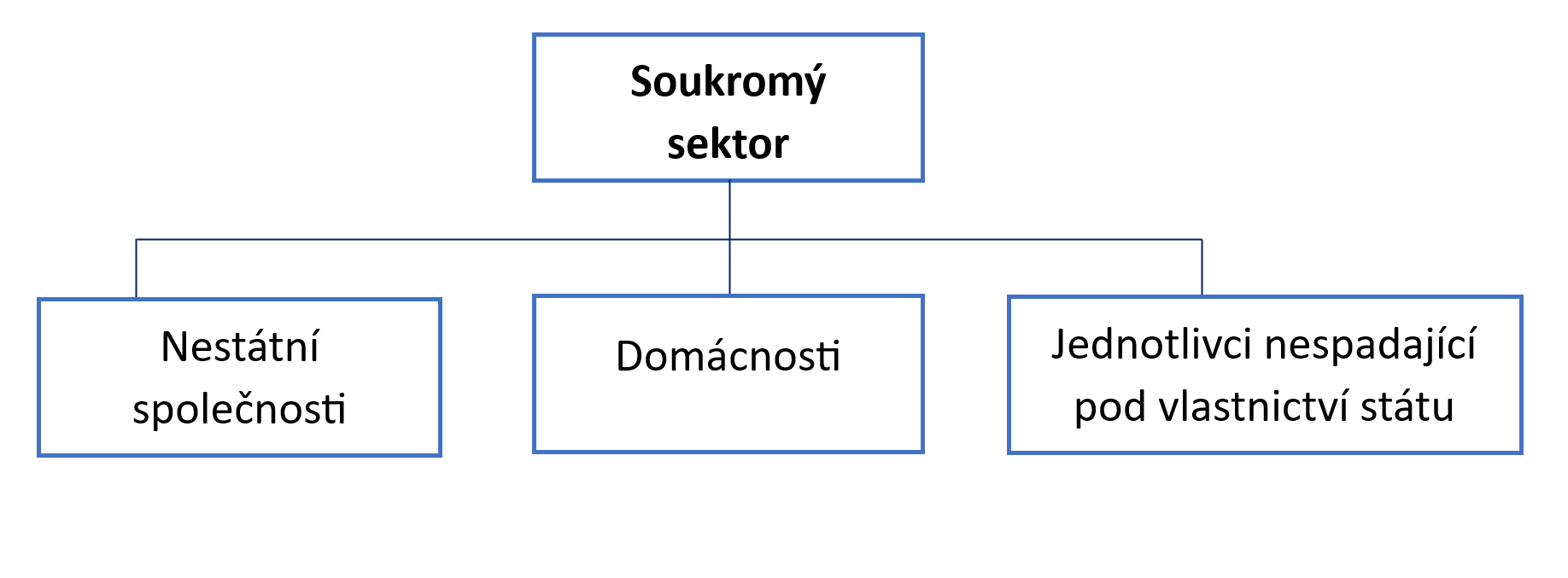
Schéma soukromého sektoru

Soukromý sektor lze definovat jako část ekonomiky, která je ovládána a řízena zejména společnostmi a jednotlivci, kteří nejsou korigováni či kontrolováni státem. Z této skutečnosti vyplývá, že společnosti či jednotlivci řadící se pod soukromý sektor nespadají pod vlastnictví státu. Avšak tato skutečnost nutně neznamená, že soukromý sektor nemůže spolupracovat s vládou. Spolupráce soukromého sektoru s vládou je obvykle spojena s partnerstvím mezi veřejným a soukromým sektorem. Významným způsobem se podílí na ekonomickém systému státu, jehož vedení je, jak již bylo uvedeno, především v roli společností a jednotlivců, spíše než v roli vládních činitelů. Ze značné části se tyto subjekty snaží dosahovat zisku.
Výraznými subjekty v soukromém sektoru mohou být například energetické společnosti, nezávislí konzultanti, ale také různí developeři. Subjekty soukromého sektoru, které se značným způsobem podílí na hospodářském růstu země a představují pro národohospodářství velmi důležitou roli, a to zejména z důvodu odvodu daní, poskytováním a tvorbou pracovních míst, zboží, ale také služeb.
Podle některých autorů soukromý sektor zahrnuje pouze podniky a domácnosti.
Z pohledu literatury, ale i z pohledu praxe, je soukromý sektor označován a vnímán jako potřebný mechanismus pro zachování udržitelnosti v rámci řešení problémových otázek. 

## Funkce soukromého sektoru v cestovním ruchu
V některých případech je vhodná kombinace partnerství mezi soukromým a veřejným sektorem. Jde zejména o situaci, kdy se veřejný sektor potýká s omezením v rámci finančních prostředků.
Zajišťování infrastruktury je spíše běžná funkce veřejného sektoru, avšak i toto se v poslední době[kdy?] do jisté míry mění, neboť know-how a finanční zdroje jsou v rámci soukromého sektoru využívány čím dál více, a to zejména směrem k provozu a výstavbě již této infrastruktury. Tato skutečnost má dva důvody, a to:
1. V rámci realizace v této oblasti je funkce soukromého sektoru efektivnější než sektor veřejný.[6]
2. V rámci využití finančních prostředků vyskytujících se v soukromém sektoru je možné budovat a rozvíjet infrastrukturu, a to bez přímého důsledku na výdaje nacházející se ve veřejném rozpočtu.[6]

## Funkce soukromého sektoru ve zdravotnictví
Ve zdravotnictví jsou za soukromý sektor považovány a vnímány instituce, které nejsou přímo zřízeny státem, tedy jsou nestátními. Jedná například o instituce, které jsou:
- Ziskovými

- Neziskovými
- Formálními
- Neformálními
- Domácími
- Mezinárodními [7]

Kombinace se soukromým sektorem ve zdravotnictví roste, a to zejména z důvodu, že poskytuje cestu k řešení značného množství vznikajících problémů, v jejichž důsledku dopadá negativní působení na systémy spojené právě se zdravotnictvím.
Soukromý sektor je zapojen ve zdravotnictví např. v afrických zemích jako je Nigérie a Ghana, jedná se o zdravotnické služby pro matky a novorozence. V těchto zemích je propojenost a spolupráce se soukromým sektorem do jisté míry problémová. Jde například o nedůvěru mezi soukromým a veřejným sektorem, ale také například nedostačující informační prvky o soukromém sektoru[ujasnit] či nevyhovující tržní podmínky a různé regulační systémy.